# Comuna Bovec
Bovec (Občina Bovec) este o comună din Slovenia, cu o populație de 3.138 de locuitori (2002).

## Localități
Bavšica, Bovec, Čezsoča, Kal - Koritnica, Lepena, Log Čezsoški, Log pod Mangartom, Plužna, Soča, Srpenica, Strmec na Predelu, Trenta, Žaga, Zavrzelno